# Kup Hrvatske u hokeju na travi za žene 2019.
Kup Hrvatske u hokeju na travi za žene za 2019. godinu je osvojila "Mladost" iz Zagreba. 
 
Kup je igran u proljetnjem dijelu sezone 2018./19. 

## Sudionici
- "Jedinstvo" - Zagreb
- "Mladost" - Zagreb
- "Zelina" - Sveti Ivan Zelina
- "Zrinjevac" - Zagreb

## Rezultati
| datum            | klub1         | rezultat      | klub2         |
| poluzavršnica    | poluzavršnica | poluzavršnica | poluzavršnica |
| ---------------- | ------------- | ------------- | ------------- |
| 5. svibnja 2019. | Zelina        | 5:0           | Jedinstvo     |
| 5. svibnja 2019. | Zrinjevac     | 1:5           | Mladost       |
|                  |               |               |               |
| završnica        |               |               |               |
| 15. lipnja 2019. | Zelina        | 0:2           | Mladost       |

## Vanjske poveznice
- hhs-chf.hr, Hrvatski hokejski savez
- hhs-chf.hr, Kup Hrvatske za seniore i seniorke